# Bullenhai
Der Bullenhai oder Gemeine Grundhai – manchmal auch Stierhai oder Sambesihai genannt (Carcharhinus leucas) – ist ein Hai aus der Familie der Requiemhaie (Carcharhinidae).

## Körperbau
Der Bullenhai verdankt seinen Namen seinem Körperbau, wie auch seinem ihm oft zugeschriebenen aggressiven und unberechenbaren Verhalten. Weibchen werden bis zu 2,4 m lang und rund 130 kg schwer, während die Männchen bis zu 2,2 m lang und rund 95 kg schwer werden. Die größten bisher entdeckten Exemplare wurden 3,5 bis 4 m lang und rund 315 kg schwer. Bullenhaie sind grau-grünlich gefärbt mit einer weißen Bauchunterseite. Aufgrund seines Körpergewichts wirkt der Bullenhai in seiner Länge oft gestaucht. Seine zusätzlich mehr breite als lange Schnauze verstärkt den bulligen Eindruck.
Leicht von anderen Haien zu unterscheiden ist der Bullenhai durch seine fast rechtwinklige Rückenflosse und das Fehlen des Interdorsalkamms zwischen der vorderen und hinteren Rückenflosse.

## Verbreitung

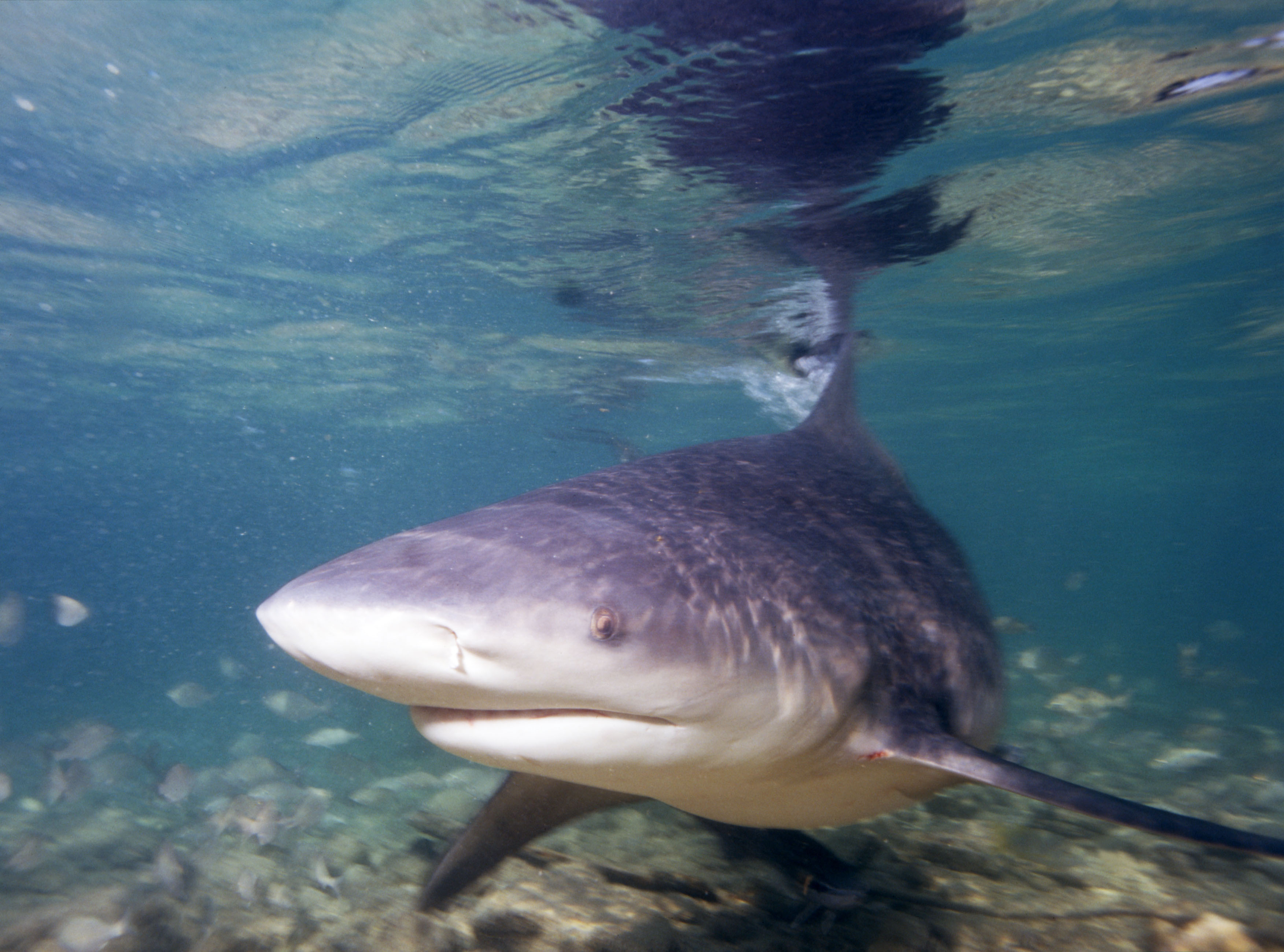
Bullenhai in der Uferzone

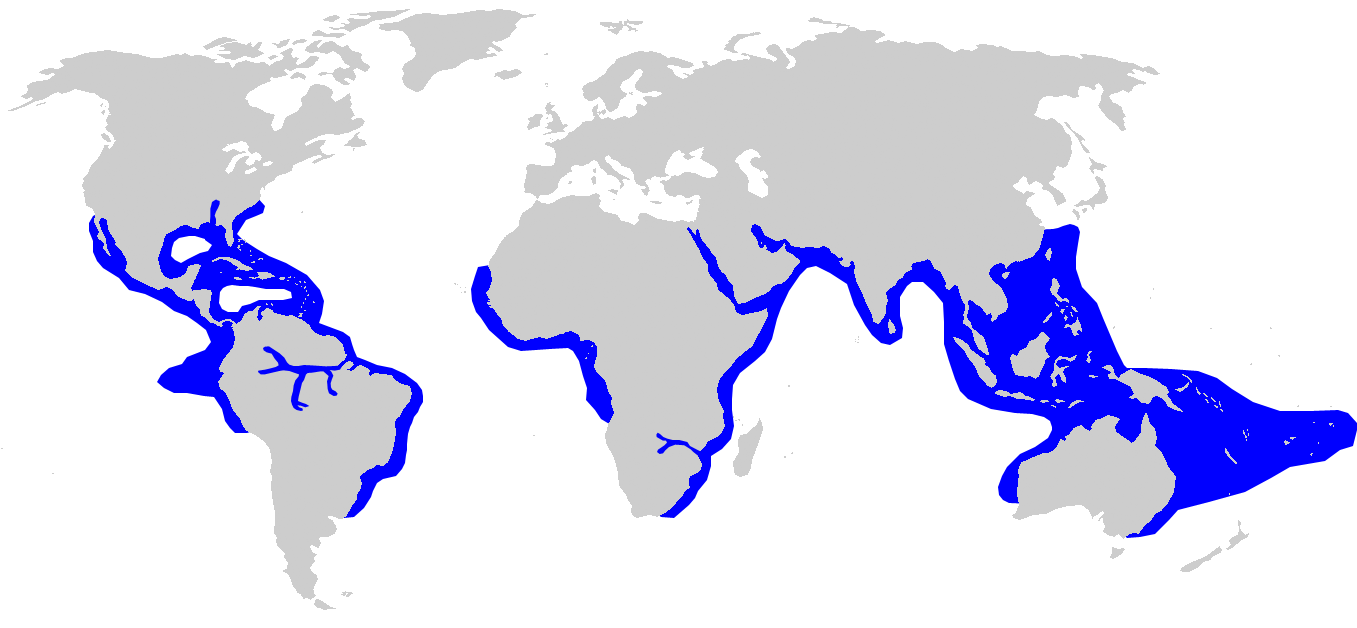
Verbreitungsgebiete des Bullenhais

Er hält sich sowohl in Süß- als auch in Salzwasser auf. Hierbei bevorzugt er flaches Wasser in Ufernähe und im Mündungsgebiet der Flüsse und nutzt damit die schlechte Unterwassersicht aus, die bereits bei geringstem Seegang und durch die Vermischung des Süß- und Salzwassers entsteht. Sein Lebensraum ist in allen wärmeren Küstengebieten von
- Afrika (Sambesi, Limpopo, Breede River)
- Asien (Tigris, Ganges)
- Australien (Brisbane River, Richmond River, Miami Lake/Gold Coast)
- Nordamerika (Mississippi, Atchafalaya River/Louisiana, Indian River System und Indian Lagoon in Florida)
- Mittelamerika (Lago de Izabal/Guatemala und Nicaraguasee) und
- Südamerika (Amazonas),

wo er sich in den Flüssen tief ins Landesinnere vorwagt und auch in Seen anzutreffen ist. So ist er über den Río San Juan in den mittelamerikanischen Nicaraguasee gelangt, wo sich mit der Zeit größere Populationen gebildet haben.
Es wurden sogar schon Bullenhaie gesichtet, die offenbar vom Meer aus 1100 km den Mississippi River hinaufgeschwommen waren.
Dem Bullenhai ist es im Gegensatz zu vielen anderen Haien möglich, über die Nieren eine angepasste Osmoregulation zu betreiben. Wenn der Hai vom Meerwasser in das Süßwasser eines Flusses schwimmt, passt sich der Stoffwechsel der Nieren kontinuierlich soweit an, dass weniger Salze und im Gegenzug vermehrt Harnstoff aus dem Blut filtriert werden. Diese Umkehr der für den Hai normalen Osmoregulation ermöglicht ihm das Überleben im Süßwasser auch für längere Zeit.

## Süßwasserformen

### Nicaraguahai
Die im Nicaraguasee vorkommenden Bullenhaie wurden teilweise als eigene Art (Carcharhinus nicaraguensis) beschrieben, jedoch wissenschaftlich nicht anerkannt.
In den 1960er Jahren wurde festgestellt, dass Nicaraguahaie ähnlich wie Lachse die Stromschnellen des Flusses San Juan überwinden können und somit im Austausch mit der Karibischen See stehen. Im Nicaraguasee markierte Haie wurden 7 bis 11 Tage später in der Karibik gefangen. Thomas B. Thorson von der University of Nebraska beobachtete in Langzeitstudien von 1960 bis 1982 den Migrationszyklus der Nicaraguahaie. Die größte Populationsdichte existiert im Unterlauf des San Juan und der Flussmündung des Rio Colorado in Costa Rica. Die Vermehrung erfolgt im Brackwasser und nicht im See. Nur 10 bis 12 % der Bullenhaie, die in den San Juan aufsteigen, gelangen in den Nicaraguasee, da viele Tiere von Berufsfischern wegen deren Haut, Rückenflossen und Fleisch herausgefangen werden. 1975 wurden von der Regierung Costa Ricas zahlreiche Schutzmaßnahmen für den Bullenhai erlassen, die Fangquote lag 1980 bei 113 Tonnen/Jahr. Die Bestände haben seitdem dennoch rapide abgenommen, da es aufgrund des Vermehrungszyklus, der langen Tragezeit und der geringen Nachkommenschaft vermutlich 20 Jahre dauern würde, bis sich die Population erholt.

### Zambesihai
Im Unterschied zum Nicaraguahai ist der Zambesihai eine lokale Unterart des Bullenhais. Der Zambesihai kommt in den wärmeren, stark getrübten Küstenflüssen der Regionen KwaZulu-Natal, Ostkap und Mosambik vor. Bei Hochwasser in der Transkei finden Zambesihaie reiche Beute durch verendete Weidetiere, die flussabwärts gespült werden, und dringen weit in die Flusssysteme vor. Der Bullenhai ist bekannt als opportunistischer Räuber, der auf seinen Jagdzügen nicht auf eine bestimmte Beute spezialisiert ist. In den Sommermonaten gilt er auch für Menschen als Bedrohung.
Im Breede River, dessen Mündungszone bei Witsand in der St.-Sebastian-Bucht als Aufzuchtsgebiet von Jungfischen gilt, wurde 2008 ein 4 m langes und 600 kg schweres trächtiges Weibchen eines Zambesihais gefangen, welches eine absolute Ausnahmegröße darstellt.

### Ganges-Bullenhai
Im Unterlauf des Ganges in Indien kommt eine weitere Unterart des Bullenhais vor, die häufig mit dem Gangeshai (Glyphis gangeticus) verwechselt wird. Die häufigen Überschwemmungen und die indischen Bestattungsriten können zu Unfällen führen, da Bullenhaie die Flussläufe hochschwimmen und nach Kadavern suchen.

## Fortpflanzung
Die Paarungszeit der Bullenhaie findet im Spätsommer und Herbst statt. Oft wird beobachtet, wie das Männchen sich in die Flossen des Weibchens verbeißt, um sich dann mit ihm zu paaren. Männchen werden mit ca. 10 Jahren geschlechtsreif, Weibchen mit ungefähr 12 Jahren.
Die Wurfgröße beträgt 1 bis 13 lebendgeborene Jungtiere, die Tragzeit 10 bis 12 Monate.  Bullenhaie sind vivipar. Die Jungtiere sind bei ihrer Geburt rund 80 cm lang.
Weibchen gebären ihre Jungen in Lagunen und Flussmündungen, wo die Jungen geschützt heranwachsen können. Die evolutionär geprägte Bedingung, dass Bullenhaie auch in Süßwasser überleben können, kommt den Jungtieren sehr zum Vorteil. In Flüssen leben keine anderen Haie, die den Junghaien gefährlich werden könnten.
Bullenhaie werden im Durchschnitt 17 bis 18 Jahre alt. Es gibt aber auch belegte Fälle in Gefangenschaft, die bis zu 30 Jahre alt wurden.

## Nahrung
Er ernährt sich von Knochenfischen, anderen Haien, aber auch von Krebsen, Rochen und Weichtieren. Bullenhaie jagen in trübem Gewässer, da ihre Beutetiere so einer schlechten Sicht im Wasser ausgesetzt sind. Bullenhaie sind Einzelgänger und jagen ihre Beute durch Anstoßen und sogenanntes „Test-Beißen“, wie es auch Weiße Haie vorzeigen.

## Bullenhai und Mensch
Der Bullenhai gehört neben dem Tigerhai und dem Weißen Hai zu den Haien, die für die meisten Haiangriffe auf Menschen verantwortlich gemacht werden. In den International Shark Attack Files des Florida Museum of Natural History werden 75 unprovozierte Angriffe und 23 Todesfälle aufgelistet. Viele Experten gehen davon aus, dass viele dem Weißen Hai zugeschriebene Angriffe auf Menschen tatsächlich vom Bullenhai ausgehen. Als Hauptgrund für mögliche Verwechslungen werden die ähnlichen Zähne und damit kaum unterscheidbaren Bissspuren der beiden Arten angenommen.